# كيكوكو إينوي
كيكوكو إينوي (井上喜久子 إينوي كيكوكو, الكتابة الحقيقية لاسمها:井之上喜久子) هي مؤدية أصوات يابانية ولدت في 25 سبتمبر 1964 في يوكوسكا، مقاطعة كاناغاوا.

## أدوارها في الأنمي

### مسلسلات أنمي تلفزيونية
- الماسة الزرقاء - الأنسة لمى
- إينوياشا - والدة إينوياشا
- هواء - أوراها
- كلاند - ساناي فوروكاوا
- كلاند بعد القصة - ساناي فوروكاوا
- رانما ½ - كاسومي تيندو
- إنجليك لاير - شوكو سوزوهارا
- كلايمور - ميريا
- خيميائي الفولاذ: فل ميتال ألكيميست - لاست
- كود غياس: لولوش الثائر - سيسيل كرومي، إينوي
- كود غياس: لولوش الثائر R2 - سيسيل كرومي، إينوي, دوروتيا إيرنيست
- تشوبيتس - تشيتوسي هيبيا
- سباق التحدي - جودي سمر
- طوكيو ماغنيتود 8.0 - ماسامي أونوزاوا
- نادي مضيفي ثانوية أوران - فويومي أوتوري
- فاينل فانتسي: أنليميتد - كروكس، فابرا
- غانكوتسوؤو - مرسيدس دو مورسير
- بلاك كات - سيفيريا آركس، أدام
- جانجريف - ماريا أساغي
- غاد غارد - كاثرين فلوبر
- خادم الصفر: فارس القمرين - إيلينور
- خادم الصفر: رقصة الأميرات - إيلينور
- خادم الصفر F - إيلينور
- المعلم الساحر نيغيما! - شيزونا ميناموتو
- زوكو سايونارا زِتسبو سينسيه - مانامي أوكوسا، كيكوكو إينوي
- زان سايونارا زِتسبو سينسيه - مانامي أوكوسا
- هاجيمي نو إيبو New Challenger - كيوكا تاكامورا
- روزاريو + فامباير - شيزوكا نيكونومي
- روزاريو + فامباير CAPU2 - شيزوكا نيكونومي
- تينبو إيبون أياكاشي أياشي - أوشينو
- Please Teacher! - ميزوهو كازامي
- ماكروس فرونتير - غريس أوكونور
- جان x سورد - كارمن 99
- عندما تبكي حشرة الليل - أكاني سونوزاكي
- عندما تبكي النوارس - فيرجيليا
- كيدي غريد - آلف
- كيشين تايسن جيجانتيك فورميولا - ليلي لونا
- جنود السايبورغ - هيسوي، هيميكو
- البدلة المتنقلة جاندام سيد - كيليدا ياماتو
- البدلة المتنقلة جاندام: أيتام الدم الحديدي - كارتا إيشو
- النجم المحظوظ - ميكي هيراغي
- سوتين كورو - آمان
- الغبي و الاختبار و الوحش المستدعى - أكيرا يوشي
- إيكي توسن - غوي
- إيكي توسن Dragon Destiny - غوي
- إيكي توسن Great Guardians - غوي
- إيكي توسن XTREME XECUTOR - غوي
- إندكس معينة خاصة بالسحر - شينا كاميجو
- إندكس معينة خاصة بالسحر II - شينا كاميجو
- حفيد نوراريهيون - هاناكو
- باكومان - ميوكي أزوكي
- الأرجوحة الطائرة - هيساكو تسودا
- بنغويندرام - تشييمي تاكاكورا
- يوميات المستقبل - سايكا غاساي
- ديفل سرفايفر 2 ذي أنيميشن - تيكو (الأنثى)
- غايست كراشر - هينوكو شيروغاني
- ماغي: The Kingdom of Magic - مايرز
- فايري تايل - مينيرفا
- خليلة (مؤقتة) - كاناتا أماتسو
- آيكاتسو! - أسوكا أماهاني
- سأتحول إلى فتاة تسريحة الذيلين! - إيمو شيندو
- يوريكوما أراشي - يوريكا هاكوناكا
- ماريا العذراء - ميكايل
- كايتو جوكر - توموي أونياما
- قصة حبي!! - آي سوناكاوا
- دورارارا!! ×2 المنتصف - دودة الأرض
- فانتوم وورلد متعدد الألوان - أليس هيمينو
- بوبوكي بورانكي - موموكا تانيومي
- أورينج - والدة ناهو تاكاميا
- Rewrite - والدة شيزورو ناكاتسو
- فانتسي ستار أونلاين 2 ذي أنيميشن - يوميكو
- عروس الساحر - تشيكا هاتوري
- فتيان سانريو - والدة كوتا هاسيغاوا
- الخلايا تعمل! - الخلية البلعمية
- الفرسان والسحر - كيرهيلد هييتاكاناس
- هابي شوغر لايف - عمة ساتو ماتسوزاكا
- كابتن ماجد: الطريق إلى 2002 - ماجد (أيام الصبا)
- الحب متلازمة الصف الثامن وأوهام أخرى - ناناسي تسوكومو
- مونتو - نوزومي هيداكا
- كوتورا-سان - كوميكو كوتورا
- نهضة بطل الدرع - ميريليا كيو ميلرومارك
- ميكس - مايومي تاتشيبانا
- بوبتيبيبيك - بيبيمي (الحلقة 14A التنين)
- سنكي زيشّو سيمفوجير G - بروفيسورة ناستازيا
- سنكي زيشّو سيمفوجير GX - بروفيسورة ناستازيا
- سنكي زيشّو سيمفوجير AXZ - بروفيسورة ناستازيا
- وديع بائع الحليب - الآنسة لينا
- لاف لايف! - والدة ماكي نيشيكينو
- هنتر x هنتر (2011) - بالم سيبيريا
- كومي لا تستطيع التواصل - شوكو كومي (الأم)

### أنمي الإنترنت
- بوكيمون جينيريشنز - الأم (الخلاص)

### أوفا أنمي
- البدلة المتنقلة جاندام: فريق م.س. رقم 08 - آينا ساهالين
- فانتوم: ريكوييم فور ذا فانتوم - كلوديا ماكانين
- المعلم الساحر نيغيما!: الجناح الأبيض ALA ALBA - شيزونا ميناموتو
- ساكورا تايسن: إكول دو باريس - لوبيليا كارليني
- ساكورا تايسن: لو نوفو باريس - لوبيليا كارليني

### أفلام أنمي
- رانما ½: معركة مخالفة القوانين - كاسومي تيندو
- رانما ½: مهمة استعادة العروس - كاسومي تيندو
- رانما ½: فريق رانما ضد الفنيق الأسطوري - كاسومي تيندو
- إينوياشا: سيف الحكم المطلق - والدة إينوياشا
- ترايجان Badlands Rumble - والدة أميليا
- سلسلة أفلام بريك بليد
  - بريك بليد: الفصل السادس «حصن الحزن» - غريتا
- AIR - أوراها
- CLANNAD - ساناي فوروكاوا
- سلسلة أفلام بوكيمون
  - فيلم بوكيمون: نهوض داركراي - الممرضة جوي
  - فيلم بوكيمون: زوروارك سيد الأوهام - توغيكيس، ميسماغيوس
- الحب متلازمة الصف الثامن وأوهام أخرى! تيك أون مي - ناناسي تسوكومو

## أدوارها في ألعاب الفيديو
- سلسلة ألعاب غيلتي جير
  - غيلتي جير XX - إينو
  - غيلتي جير Xrd - إينو
- سلسلة ألعاب ساكورا تايسن
  - ساكورا تايسن 3: هل باريس تحترق - لوبيليا كارليني
  - ساكورا تايسن 4: فلتقعن في الحب يا أيتها الفتيات - لوبيليا كارليني
- سلسلة ألعاب سوبر روبوت وورز - تيتي نورباك، آينا ساهالين
- تيلز أوف ديستني - فيليا فيليس
- تيلز أوف فرسس - فيليا فيليس
- خليلة (مؤقتة) - كاناتا أماتسو
- أسوراز راث - دورغا
- بروجكت X زون 2 - فالكيري
- دانغانرونبا V3: كيلينغ هارموني - كيرومي توجو
- شين ميغامي تينسي: سترينج جيرني ريداكس - المرأة الغامضة
- فاير إمبلم: ثري هاوسيس - ريا
- دراغون كويست هيروز II - ملكة إنجينيا

## أدوارها في الدبلجة اليابانية
- باتمان - سمر غليسن
- الصخرة - كارلا بستلوزى
- ماي ليتل بوني: فرندشيب إز ماجيك - الأميرة سيليستيا
- روبي - الراوية، سيلم
- شيرا و أميرات القوة - حائكة الظلال

## وصلات خارجية
- كيكوكو إينوي على موقع IMDb (الإنجليزية)
- كيكوكو إينوي على موقع ميوزك برينز (الإنجليزية)
- كيكوكو إينوي على موقع أول ميوزيك (الإنجليزية)
- كيكوكو إينوي على موقع ديسكوغز (الإنجليزية)
- كيكوكو إينوي على موقع قاعدة بيانات الفيلم (الإنجليزية)
- كيكوكو إينوي على موقع ANN person (الإنجليزية)
- صفحة IMDb